# Mette Agerbæk

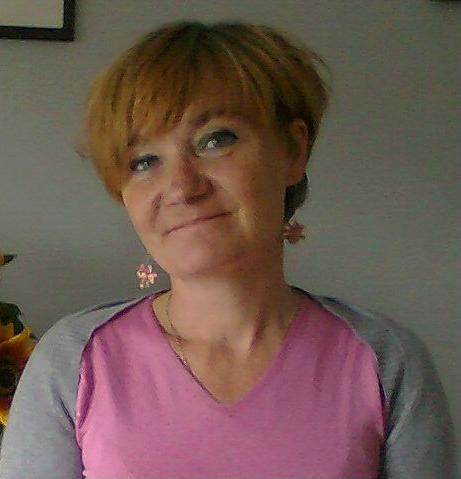
Mette Agerbæk

Mette Margrethe Tobiasen Agerbæk, född 26 augusti 1960 i Sorø, död 28 januari 2011 i Odense, var en dansk skulptör.
Mette Agerbæk utbildade sig till grafiker och skulptör vid Det Fynske Kunstakademi i Odense 1982–1986 och Accademia di Belle Arti di Roma i Italien 1986–1987. År 2004 blev hon Årets konstnär på Fyn. 

## Offentliga verk i urval
- Porträtt av Lise Nørgaard, gågatan Algade i Roskilde
- Balancebuen, vid Klarebroen i centrum av Odense